# Odisseia Cósmica
Odisseia Cósmica é uma minissérie de quadrinhos lançada originalmente em quatro partes, ambientada no Universo DC. Com roteiro de Jim Starlin e arte de Mike Mignola, Trata da ameaça de um ser conhecido como Entidade Antivida a vários planetas. Vários personagens da DC Comics se uniram contra esta catástrofe: Superman, Batman, Caçador de Marte, John Stewart, Estelar, Órion, Magtron, Etrigan, Sr. Destino e Darkseid.
Publicada entre 1988 e 1989 nos Estados Unidos, foi publicada no Brasil pela editora Abril em 1990 como minissérie e encadernada em 1991. Também foi publicada pela editora Panini, na coleção Grandes Clássicos DC, e posteriormente em uma edição capa dura.